# ترانه‌شناسی محمدرضا شجریان
این مقاله سیاهه‌ای است از آثار موسیقی محمدرضا شجریان (۱۳۹۹–۱۳۱۹) خواننده، موسیقی‌دان، آهنگ‌ساز و خوش‌نویس ایرانی قرن چهاردهم خورشیدی.

## آلبوم‌های منتشرشده در ایران
| ردیف | نام آلبوم                                                    | سال اجرا / انتشار | آهنگ‌ساز                                                                           | نوازندگان | خواننده                       | ناشر                               | توضیحات |
| ۱    | رباعیات خیام                                                 | ۱۳۵۱              | فریدون شهبازیان                                                                   | | محمدرضا شجریان                | ماهور                              | در این اثر احمد شاملو ۳۰ رباعی از خیام را دکلمه می‌کند و محمدرضا شجریان ۵ رباعی را با آواز می‌خواند. |
| ۲    | چهره به چهره                                                 | ۱۳۵۶              | محمدرضا لطفی                                                                      | گروه شیدا | محمدرضا شجریان                | دل آواز                            | اجرا در سال ۱۳۵۶ (حافظیه شیرازی، جشن هنر) در دستگاه نوا |
| ۳    | گلبانگ شجریان                                                | ۱۳۵۷              | علی‌اکبر شیدا، حسن یوسف‌زمانی                                                       | فرامرز پایور، هوشنگ ظریف، احمد عبادی، علی‌اصغر بهاری و… | محمدرضا شجریان                | ماهور                              | اجرای تصانیف علی‌اکبر شیدا با همکاری فرامرز پایور (سنتور)، هوشنگ ظریف (تار)، احمد عبادی (سه‌تار) و علی‌اصغر بهاری (کمانچه)، تنظیم فریدون شهبازیان، این مجموعه شامل دو سی دی می‌باشد که به صورت جدا با نام‌های گلبانگ شجریان ۱ (بت چین) و گلبانگ شجریان ۲ (دولت عشق) نیز منتشر شده‌اند                                                                                    |
| ۴    | چاووش ۱ (به یاد عارف)                                        | ۱۳۵۷              | محمدرضا لطفی                                                                      | گروه شیدا | محمدرضا شجریان                | جهان موزیک، آوای شیدا              | اولین آلبوم از مجموعهٔ چاووش، اجرا در در آواز بیات ترک (سال ۱۳۵۶)، ابتدا با نام چاووش ۱ (به یاد عارف) جهان موزیک و امروزه با نام به یاد عارف تصحیح و توسط آوای شیدا به بازار آمده‌است، با توجه به این که در آن زمان موسیقی سنتی ایرانی در انزوا بود و موسیقی غربی در ایران رواج بیشتری پیدا کرده بود این اثر از اولین آثاری است که موسیقی سنتی را دوباره احیا کردند. |
| ۵    | چاووش ۲                                                      | ۱۳۵۷              | محمدرضا لطفی                                                                      | گروه شیدا | محمدرضا شجریان، شهرام ناظری   | کانون چاووش                        | اولین آلبوم انتشار یافته با آواز شهرام ناظری، شامل دو بخش: شب نورد (برادر نوجوونه، با صدای محمدرضا شجریان) و آزادی (آن زمان که بنهادم، با صدای شهرام ناظری)، گوینده: مهدی فتحی |
| ۶    | چاووش ۶ (سپیده)                                              | ۱۳۵۸              | محمدرضا لطفی، پرویز مشکاتیان                                                      | گروه شیدا | محمدرضا شجریان                | کانون چاووش، آوای شیدا             | مرتبط با حوادث و شرایط اجتماعی ایران در زمان وقوع انقلاب، با همکاری هوشنگ ابتهاج و پرویز مشکاتیان، دربرگیرندهٔ تصنیف معروف ایران ای سرای امید (تصنیف سپیده) (شعر هوشنگ ابتهاج، اثر محمدرضا لطفی) که در شب ۲۲ بهمن ۱۳۵۷ اولین سرودی بود که از رادیو پخش شد، ضبط شدهٔ یکی از کنسرت‌های گروه شیدا، اجرا در آذرماه ۱۳۵۸ در دانشگاه ملی                                    |
| ۷    | چاووش ۷                                                      | ۱۳۵۸              | محمدرضا لطفی، پرویز مشکاتیان، هوشنگ کامکار، حسین علیزاده                          | گروه‌های شیدا و عارف | محمدرضا شجریان، شهرام ناظری   | کانون چاووش                        | انتشار در اولین سالگرد انقلاب ۱۳۵۷ ایران |
| ۸    | چاووش ۹ (جان جان)                                            |                   | محمدرضا لطفی، ابوالحسن صبا                                                        | گروه شیدا | محمدرضا شجریان                | آوای شیدا                          | اجرا در دستگاه سه‌گاه، اشعار از عطار و هوشنگ ابتهاج، مربوط به جشن هنر طوس (تیر ۱۳۵۵) |
| ۹    | راز دل (خون جوانان وطن)                                      | ۱۳۵۸              | فرامرز پایور، عارف قزوینی                                                         | گروه پایور | محمدرضا شجریان                | دل آواز                            | گروه پایور به سرپرستی فرامرز پایور، کنسرت دشتی اجرای تیر ۱۳۵۸، دربرگیرندهٔ تصنیف معروف از خون جوانان وطن لاله دمیده (اثر عارف قزوینی) |
| ۱۰   | خلوت گزیده                                                   | ۱۳۵۹–۱۳۶۲         | فرامرز پایور، پرویز مشکاتیان                                                      | گروه اساتید، پرویز مشکاتیان و ناصر فرهنگ فر | محمدرضا شجریان                | دل آواز                            | شامل ۲ بخش: بخش اول مربوط به گروه نوازی گروه اساتید موسیقی ایران و بخش دوم کنسرت سنتور و تنبک مشکاتیان و فرهنگ فر، اجرا در دستگاه شور، امروزه این اثر به همراه آلبوم انتظار دل در یک مجموعه به فروش می‌رسد |
| ۱۱   | انتظار دل                                                    |                   | فرامرز پایور                                                                      | گروه اساتید | محمدرضا شجریان                | دل آواز                            | امروزه این اثر به همراه آلبوم خلوت گزیده در یک مجموعه به فروش می‌رسد |
| ۱۲   | پیوند مهر                                                    | ۱۳۶۳              |                                                                                   | فرهنگ شریف، جهانگیر ملک | محمدرضا شجریان                | دل آواز                            | اجرا در دستگاه شور و آواز ابوعطا، اشعار از سعدی، اجرای خصوصی اردیبهشت ۱۳۶۳، |
| ۱۳   | آستان جانان                                                  | ۱۳۶۴              | پرویز مشکاتیان                                                                    | پرویز مشکاتیان، ناصر فرهنگ‌فر | محمدرضا شجریان                | دل آواز                            | در سال ۱۳۶۲ در سفارت ایتالیا در تهران اجرا و در سال ۱۳۶۴ منتشر شد، اشعار از حافظ و باباطاهر |
| ۱۴   | بیداد                                                        | ۱۳۶۴              | پرویز مشکاتیان                                                                    | گروه‌های شیدا و عارف، غلامحسین بیگجه‌خانی و جمشید محبی | محمدرضا شجریان                | دل آواز                            | از دو بخش تشکیل شده که بخش اول در دستگاه همایون و با آهنگ‌سازی پرویز مشکاتیان و بخش دوم در همایون و شور و با نوازندگی تار توسط غلامحسین بیگجه‌خانی است. |
| ۱۵   | سر عشق (ماهور)                                               | ۱۳۶۵              | علی‌اکبر شیدا                                                                      | پرویز مشکاتیان، محمد موسوی | محمدرضا شجریان                | دل آواز                            | در سال ۱۳۶۱ اجرا و در سال ۱۳۶۵ منتشر شد. این آلبوم در دستگاه ماهور اجرا شده‌است، اشعار از سعدی، حافظ، باباطاهر، مولانا و علی اکبر شیدا |
| ۱۶   | نوا (مرکب خوانی)                                             | ۱۳۶۵              | پرویز مشکاتیان، ابوالحسن صبا، سعید هرمزی                                          | گروه عارف | محمدرضا شجریان                | دل آواز                            | این آلبوم در دستگاه نوا آغاز شده و سپس در گوشه‌هایی از شور، بیات ترک و سه‌گاه ادامه می‌یابد، اشعار از سعدی، باباطاهر و مولوی |
| ۱۷   | دستان                                                        | ۱۳۶۷              | پرویز مشکاتیان                                                                    | گروه عارف | محمدرضا شجریان                | دل آواز                            | در دستگاه چهارگاه، اشعار از حافظ و سعدی |
| ۱۸   | ساز قصه‌گو و کنسرت بزرگداشت حافظ                              | ۱۳۶۷              | فرامرز پایور، داریوش پیرنیاکان، محمدرضا شجریان                                    | گروه پایور، داریوش پیرنیاکان | محمدرضا شجریان                | دل آواز                            | شامل دو بخش: بخش اول با نام ساز قصه‌گو با اجرای گروه پایور، بخش دوم مربوط به کنسرتی به مناسبت بزرگداشت حافظ که در سال ۱۳۶۷ به همراه پیرنیاکان، اشعار از حافظ و جواد آذر |
| ۱۹   | دود عود                                                      | ۱۳۶۸              | پرویز مشکاتیان                                                                    | ارکستر سمفونیک تهران، بهنام مناهجی، بیژن کامکار، ارژنگ کامکار، داریوش طلایی                                                                                          | محمدرضا شجریان                | هم آواز آهنگ                       | تنظیم این آلبوم با کامبیز روشن‌روان بود، در سال ۱۳۶۶ اجرا و در ۱۳۶۸ منتشر شد، اشعار از مولوی و عطار |
| ۲۰   | پیام نسیم                                                    | ۱۳۷۰              | محمدرضا شجریان                                                                    | داریوش پیرنیاکان، مرتضی اعیان، جمشید عندلیبی | محمدرضا شجریان                | دل آواز                            | کنسرت ابوعطا اجرای بستن (آمریکا)، اشعار حافظ و حکیم صفای اصفهانی |
| ۲۱   | دل مجنون                                                     | ۱۳۷۰              | داریوش پیرنیاکان، محمدرضا شجریان                                                  | داریوش پیرنیاکان، مرتضی اعیان، جمشید عندلیبی | محمدرضا شجریان                | دل آواز                            | اجرا در بیات زند و افشاری (تابستان ۱۳۶۹)، اشعار از حافظ و مولوی، اجرای لس آنجلس |
| ۲۲   | سرو چمان                                                     | ۱۳۷۰              | داریوش پیرنیاکان، محمدرضا شجریان                                                  | داریوش پیرنیاکان، مرتضی اعیان، جمشید عندلیبی | محمدرضا شجریان                | دل آواز                            | اجرا در دستگاه ماهور، اشعار از جواد آذر و حافظ، کنسرت ماهور اجرای کالسروهه |
| ۲۳   | آسمان عشق                                                    | ۱۳۷۱              | داریوش پیرنیاکان، سعید فرج پوری، محمدرضا شجریان                                   | گروه آوا | محمدرضا شجریان                | دل آواز                            | اجرا در دستگاه سه گاه، اشعار از عطار و مولوی، اجرا در مهر ۱۳۷۰ |
| ۲۴   | دلشدگان                                                      | ۱۳۷۱              | حسین علیزاده                                                                      | | محمدرضا شجریان                | دل آواز                            | کلیه آوازها و قطعات در فیلمی با همین نام (به کارگردانی علی حاتمی) استفاده شدند، اشعار از فریدون مشیری، حافظ و علی حاتمی |
| ۲۵   | چشمه نوش                                                     | ۱۳۷۲              | محمدرضا لطفی                                                                      | محمدرضا لطفی، مجید خلج | محمدرضا شجریان                | دل آواز                            | بداهه خوانی و بداهه نوازی در راست پنجگاه و مرکب خوانی، کنسرت پاریس سال ۱۳۷۲، اشعار از حافظ و باباطاهر |
| ۲۶   | بهاریه                                                       | ۱۳۷۳              | پرویز مشکاتیان                                                                    | پرویز مشکاتیان، داریوش پیرنیاکان، همایون شجریان، ناصر فرهنگ فر | محمدرضا شجریان، ناصر فرهنگ فر | دل آواز                            | در دستگاه‌های ماهور و چهارگاه، بخش اول به مناسبت نوروز ۱۳۷۳، بخش دوم شامل سنتور (مشکاتیان) و تنبک و آواز (فرهنگ فر) در کنسرت در انجمن فرهنگی ایران و ژاپن، اولین اثر با حضور همایون شجریان |
| ۲۷   | دیلمان                                                       | ۱۳۷۳              | کامبیز روشن‌روان                                                                   | هوشنگ ظریف، اسماعیل تهرانی، مهربانو توفیق، رحمت‌الله بدیعی، کمال سامع، محمد دلنوازی                                                                                   | محمدرضا شجریان                | کانون پرورش فکری کودکان و نوجوانان | دراین اثر خلاصه ای از چهار نوار کاست تولید قبلی کانون برای آشنایی بیشتر علاقمندان با ردیف‌های موسیقی ارائه شده‌است. ‏ |
| ۲۸   | یاد ایام                                                     | ۱۳۷۴              | داریوش پیرنیاکان، محمدرضا شجریان                                                  | داریوش پیرنیاکان، جمشید عندلیبی، همایون شجریان | محمدرضا شجریان                | دل آواز                            | کنسرت آمریکا در تابستان ۱۳۷۱، در دستگاه شور |
| ۲۹   | جان عشاق                                                     | ۱۳۷۴              | پرویز مشکاتیان                                                                    | ارکستر سمفونیک، جواد معروفی | محمدرضا شجریان                | دل آواز                            | تنظیم: محمدرضا درویشی، امروزه این اثر به همراه گنبد مینا در یک مجموعه به فروش می‌رسد |
| ۳۰   | گنبد مینا                                                    | ۱۳۷۴              | پرویز مشکاتیان                                                                    | | محمدرضا شجریان                | دل آواز                            | اجرا در مایه‌های دشتی، سه گاه، ماهور و چهارگاه، امروزه این اثر به همراه جان عشاق در یک مجموعه به فروش می‌رسد |
| ۳۱   | پیغام اهل دل (همایون مثنوی)                                  | ۱۳۷۴              |                                                                                   | منصور صارمی | محمدرضا شجریان                | دل آواز                            | پیغام اهل دل یا همایون مثنوی، اجرا در آذر سال ۱۳۶۳، در دستگاه همایون و مرکب‌خوانی، اشعار از فخرالدین عراقی و فیض کاشانی |
| ۳۲   | در خیال                                                      | ۱۳۷۵              | مجید درخشانی                                                                      | عبدالنقی افشارنیا، بهداد بابایی، مجید درخشانی، بیژن کامکار، پشنگ کامکار، ارسلان کامکار، ارژنگ کامکار                                                                 | محمدرضا شجریان                | دل آواز                            | در دستگاه سه‌گاه و آواز بیات ترک، اشعار از سعدی و مولوی |
| ۳۳   | رسوای دل                                                     | ۱۳۷۵              | مرتضی محجوبی، علی اکبر شیدا                                                       | گروه آوا | محمدرضا شجریان                | دل آواز                            | اشعار از رهی معیری، باباطاهر و علی اکبر شیدا، مربوط به کنسرت سه گاه در دبی |
| ۳۴   | عشق داند                                                     | ۱۳۷۶              | محمدرضا لطفی                                                                      | | محمدرضا شجریان                | دل آواز                            | بداهه‌نوازی تار محمدرضا لطفی در آواز ابوعطا، تصنیف بهار دلکش علاوه در این آلبوم در یک برنامه تلویزیونی توسط لطفی و شجریان اجرا شده بود. اجرا در سال ۱۳۵۹ در سفارت آلمان |
| ۳۵   | شب وصل                                                       | ۱۳۷۶              | درویش خان                                                                         | داریوش طلایی، سعید فرج پوری، همایون شجریان | محمدرضا شجریان                | دل آواز                            | در دستگاه ماهور، اشعار از حافظ، سعدی و محمدتقی بهار |
| ۳۶   | معمای هستی                                                   | ۱۳۷۶              | محمدرضا لطفی، حسن کسایی                                                           | محمدرضا لطفی، عبدالنقی افشارنیا، همایون شجریان | محمدرضا شجریان                | دل آواز                            | در دستگاه شور، اشعار از حافظ |
| ۳۷   | راست‌پنجگاه                                                   | ۱۳۷۷              | محمدرضا لطفی، علی اکبر شیدا                                                       | محمدرضا لطفی، ناصر فرهنگ فر | محمدرضا شجریان                | دل آواز                            | اجرا در سال ۱۳۵۴ (در حافظیه شیراز، جشن هنر)، انتشار ۱۳۷۷ |
| ۳۸   | شب، سکوت، کویر                                               | ۱۳۷۷              | کیهان کلهر                                                                        | کیهان کلهر، قربان سلیمانی، علی آبچوری، حسین ببی، علیرضا سلیمانی، بیژن کامکار، حسین بهروزی‌نیا، اردوان کامکار، مرتضی اعیان، سیامک نعمت‌ناصر، همایون خسروی، بهزاد فروهری | محمدرضا شجریان                | دل آواز                            | بر اساس موسیقی مقامی خراسان با آواز محلی محمدرضا شجریان |
| ۳۹   | آهنگ وفا                                                     | ۱۳۷۸              | سعید هرمزی، درویش خان                                                             | گروه آوا | محمدرضا شجریان، همایون شجریان | دل آواز                            | اجرا در در دستگاه ماهور، اشعار از محمدتقی بهار |
| ۴۰   | آرام جان                                                     | ۱۳۷۸              | رضا محجوبی، عارف قزوینی، علی‌اکبر شیدا، محمدرضا شجریان                             | گروه آوا | محمدرضا شجریان                | دل آواز                            | در مایهٔ افشاری، مربوط اجرای زنده در وین در پاییز سال ۱۳۷۷ |
| ۴۱   | بوی باران                                                    | ۱۳۷۸              | حسین یوسف زمانی                                                                   | | محمدرضا شجریان                | دل آواز                            | اجرا در دستگاه چهارگاه و افشاری |
| ۴۲   | زمستان است                                                   | ۱۳۷۹              |                                                                                   | حسین علیزاده، کیهان کلهر، همایون شجریان | محمدرضا شجریان                | دل آواز                            | اجرای شعر معروف زمستان (اثر مهدی اخوان ثالث)، بداهه خوانی و بداهه نوازی در مقام داد و بیداد (ابداع علیزاده)، مربوط به کنسرت کالیفرنیا در زمستان ۱۳۷۹ |
| ۴۳   | بی تو بسر نمی‌شود                                             | ۱۳۸۱              | حسین علیزاده                                                                      | حسین علیزاده، کیهان کلهر، همایون شجریان | محمدرضا شجریان، همایون شجریان | دل آواز                            | در دستگاه نوا و آواز بیات کرد، اشعار از مولوی، عطار، حافظ و باباطاهر |
| ۴۴   | فریاد                                                        | ۱۳۸۱              | حسین علیزاده، کیهان کلهر، محمدرضا شجریان                                          | حسین علیزاده، کیهان کلهر، همایون شجریان | محمدرضا شجریان، همایون شجریان | دل آواز                            | اجرا در آذر ۱۳۸۱، در دستگاه راست پنجگاه، شور و همایون، اشعار از سعدی، حافظ، مهدی اخوان ثالث، قرة العین، فریدون مشیری و محمدرضا شفیعی کدکنی |
| ۴۵   | هم‌نوا با بم                                                  | ۱۳۸۲              |                                                                                   | حسین علیزاده، کیهان کلهر، همایون شجریان | محمدرضا شجریان، همایون شجریان | دل آواز                            | برگزاری کنسرت جهت کمک به زلزله زدگان بم |
| ۴۶   | جام تهی                                                      | ۱۳۸۳              | محمدرضا لطفی، ابوالحسن صبا                                                        | حبیب‌الله بدیعی، فرامرز پایور، محمدرضا لطفی، حسین علیزاده | محمدرضا شجریان                | راویان هنر شرق                     | این مجموعه سال‌ها پیش از آن، در اوایل دههٔ ۵۰، ساخته و تنظیم شده بود و از برنامهٔ گل‌های تازه با شمارهٔ ۷۷ از رادیو پخش شده بود و با نام پر کن پیاله را شناخته می‌شد. گوینده: آذر پژوهش، تنظیم‌کننده: فریدون شهبازیان |
| ۴۷   | ساز خاموش                                                    | ۱۳۸۶              | حسین علیزاده                                                                      | حسین علیزاده، کیهان کلهر، همایون شجریان | محمدرضا شجریان، همایون شجریان | دل آواز                            | در آواز دشتی، بخش اول کنسرت آذر ماه سال ۱۳۸۴ در تالار بزرگ کشور در تهران |
| ۴۸   | سرود مهر                                                     | ۱۳۸۶              | حسین علیزاده                                                                      | حسین علیزاده، کیهان کلهر، همایون شجریان | محمدرضا شجریان، همایون شجریان | دل آواز                            | در آواز بیات ترک و افشاری، بخش دوم کنسرت آذر ماه سال ۱۳۸۴ در تالار بزرگ کشور در تهران |
| ۴۹   | غوغای عشق‌بازان                                               | ۱۳۸۶              | سعید فرج‌پوری، مجید درخشانی، محمدرضا شجریان                                        | گروه آوا | محمدرضا شجریان، همایون شجریان | دل آواز                            | اجرای استودیویی بخش دوم کنسرت محمدرضا شجریان و گروه آوا، در دستگاه شور و افشاری، اشعار از سعدی و مولوی |
| ۵۰   | کنسرت محمدرضا شجریان و گروه آوا                              | ۱۳۸۷              | سعید فرج‌پوری، مجید درخشانی، محمدرضا شجریان                                        | گروه آوا | محمدرضا شجریان، همایون شجریان | دل آواز                            | آلبوم تصویری (کنسرت) شامل دو بخش: در بخش اول که سخن عشق نام دارد قطعاتی از ساخته‌های محمدرضا شجریان و مجید درخشانی بر اساس اشعاری از سعدی اجرا شده‌است و بخش دوم در قالب آلبوم استودیویی غوغای عشق‌بازان انتشار یافته‌است. |
| ۵۱   | آه باران                                                     | ۱۳۸۸              | حسین یاحقی، مرتضی محجوبی، مزدا انصاری، محمدرضا شجریان                             | فرهنگ شریف، فخری ملک‌پور، همایون شجریان و ارکستر | محمدرضا شجریان                | دل آواز                            | در فرم و فضای موسیقی گل‌ها، انتشار به یاد حسین یاحقی، مرتضی محجوبی، رهی معیری و غلامحسین بنان، تنظیم: مزدا انصاری |
| ۵۲   | رندان مست                                                    | ۱۳۸۸              | مجید درخشانی، میرزا عبدالله، حسام السلطنه مراد و محمدرضا شجریان                   | گروه شهناز | محمدرضا شجریان                | دل آواز                            | بخش اول کنسرت گروه شهناز در تهران (سال ۱۳۸۷) که در استودیو اجرا شده‌است، در دستگاه همایون |
| ۵۳   | مرغ خوش‌خوان                                                  | ۱۳۹۰              | محمدرضا شجریان                                                                    | گروه شهناز | محمدرضا شجریان                | دل آواز                            | بخش دوم کنسرت گروه شهناز در تهران (سال ۱۳۸۷) که در استودیو اجرا شده‌است، در دستگاه شور |
| ۵۴   | کنسرت محمدرضا شجریان و گروه شهناز در دبی                     |                   | مجید درخشانی، میرزا عبدالله، پرویز مشکاتیان، مرتضی خان نی داوود و محمدرضا شجریان  | گروه شهناز | محمدرضا شجریان                | دل آواز                            | آلبوم تصویری (کنسرت) در دستگاه‌های همایون و ماهور مربوط به کنسرت دبی، سالن شیخ راشد، اجرا در فوریه ۲۰۱۱ |
| ۵۵   | کنسرت محمدرضا شجریان و گروه شهناز (رندان مست و مرغ خوش خوان) | ۱۶ اسفند ۱۳۹۱     | مجید درخشانی، حسام‌السلطنه مراد، میرزا عبدالله، مرتضی‌خان نی داوود و محمدرضا شجریان | گروه شهناز | محمدرضا شجریان                | دل آواز                            | آلبوم تصویری (کنسرت) تهران در مهر ۱۳۸۷، اجرای آلبوم‌های رندان مست (در دستگاه همایون) و مرغ خوش خوان (در دستگاه شور) |
| ۵۶   | طریق عشق                                                     | ۵ مهر ۱۳۹۵        | پرویز مشکاتیان                                                                    | گروه عارف | محمدرضا شجریان                | ایران‌گام                           | این آلبوم در سال ۱۳۶۷ در پاریس و در آواز افشاری و نوا اجرا شد و پس از ۲۸ سال منتشر شد. |
| ۵۷   | خراسانیات                                                    | ۲۰ اسفند ۱۳۹۸     | پرویز مشکاتیان                                                                    | پرویز مشکاتیان | محمدرضا شجریان                | دل آواز                            | این آلبوم در سال ۱۳۶۵ اجرا و ضبط شده و پس از ۳۳ سال منتشر شد. |

## آلبوم‌های منتشرشده در آمریکا
کمپانی آمریکایی کلتکس رکوردز که در زمینه موسیقی ایرانی - آمریکایی فعالیت می‌کند، منتخبی از آثار محمدرضا شجریان را با اِعمال اندکی تغییرات در ۴ آلبوم برای ایرانیانِ خارج از کشور منتشر کرده‌است. این آثار همگی در پیش از انقلاب ۱۳۵۷ در ایران ضبط و منتشر شده بودند.
| ردیف | نام آلبوم      | سال انتشار     | آهنگ‌ساز                                                        | خواننده        | ناشر           | توضیحات |
| ۱    | Bote Chin      | ۳۰ نوامبر ۱۹۹۲ | علی‌اکبر شیدا، محمدرضا لطفی، درویش خان                          | محمدرضا شجریان | Caltex Records | عنوان تصانیف: ۱- بت چین ۲- دل شیدا ۳- به یاد عارف ۴- ناز لیلی ۵- داروگ ۶- خسرو خوبان ۷- باغ نظر ۸- راه نشین ۹- میخانه ۱۰- صبح دم          |
| ۲    | Bahare Delkash | ۳۰ نوامبر ۱۹۹۲ | درویش خان                                                      | محمدرضا شجریان | Caltex Records | عنوان تصانیف: ۱- بهار دلکش ۲- گریلی ۳- شمع و پروانه ۴- افتخار آفاق ۵- گل باغ ۶- چهار باغ ۷- شب نیشابور ۸- نازار دلی                       |
| ۳    | Khazan         | ۳۰ نوامبر ۱۹۹۲ | حسن یوسف‌زمانی، امیر جاهد                                       | محمدرضا شجریان | Caltex Records | عنوان تصانیف: ۱- هزار دستان ۲- به یاد داری ۳- باد صبا ۴- خسته پر ۵- کبوتر ۶- باد خزان ۷- اشک مهتاب ۸- چشم نرگس                            |
| ۴    | Golden Songs   | ۲۹ اوت ۲۰۰۵    | علی‌اکبر شیدا، محمدرضا لطفی، درویش خان، امیرجاهد، حسن یوسف‌زمانی | محمدرضا شجریان | Caltex Records | این آلبوم در چهار دیسک منتشر شده که سه دیسک اول، همان سه آلبومی هستند که کلتکس در ۱۹۹۲ منتشر کرده بود و دیسک چهارم، آلبوم چاووش ۱ می‌باشد. |

## تک آهنگ‌ها
- شهریور ۱۳۸۸ - زبان آتش

## تلاوت قرآن
- ۱۳۷۸ - قرآن در دستگاه فارسی که پس از فوت پدرشان با نام به یاد پدر در دو سی دی مجزا (به یاد پدر ۱ و به یاد پدر ۲) به بازار آمد. این مجموعه شامل تلاوت سوره‌های قصص، انعام، فجر، بلد، فتح و نمل می‌باشد. البته شجریان در به یاد پدر ۲ دعای ربنا را نیز اضافه کرد.
- ۱۳۵۸ - دعای ربّنا
- یک اجرای خصوصی از آیات قرآن هم از ایشان موجود است که متأسفانه سال اجرا مشخص نیست و آیاتی از سوره‌های القیامه، الفجر، البلد، الزلزال، العادیات، الطارق، المؤمنون، الجاثیه، الإسراء، مریم و الدخان در این اجرا خوانده می‌شود.

## آثار خصوصی
منظور از آثار خصوصی، آن دسته از آثاری هستند که در استودیو ضبط نشده اند، بلکه در محافل مختلف به ویژه جمع های خودمانی، بزم استاد و همراهانش توسط یکی از افراد ضبط شده و بعداً در میان مردم پخش شده اند.
- با داوود آزاد و عندلیبی – منزل جانان

* با یعقوب انوش و همایون شجریان - داغ فراق - ۱۳۷۵
* با یعقوب انوش - زلف تابدار
* با بابایی - باده لعل - ۶ دی ۷۳
* با بدیعی - خسته‌دل
* با بدیعی - دل حزین
* با بدیعی - دل سوخته
* با بدیعی - همدم دل
* با بدیعی - کنج عافیت
* با بدیعی - بیابان عشق - ۳۱ مرداد ۶۵
* با بدیعی - راه خیال - ۲ شهریور ۶۵
* با بدیعی - چشمه ی خورشید - ۴ شهریور ۶۵
* با بدیعی - صبح مشتاقان - ۷ شهریور ۶۵
* با بدیعی - مرغ سخندان - ۸ شهریور ۶۵
* با بدیعی - آتش سودا - ۹ شهریور ۶۵
* با بدیعی - گنج شایگان - ۲۷ شهریور ۶۵
* با بدیعی - چشم سیه
* با بدیعی - مهر رخ
* با بدیعی - غبار غم
* با بدیعی - نگار سرمست
* با بدیعی - راه خرابات
* با بدیعی و جهانگیر ملک - یاد یار و دیار - ۱۷ تیر ۶۵
*با اصغر بهزادی – نقاب ماه – منزل آقای بیگی – ۱۰ اردیبهشت ۶۵
* با بیگجه خانی - عروسی نسرین شجریان - ۱۷ فروردین ۶۵
* با درخشانی - عهد شباب - ۲۲ تیر ۶۸
* با درخشانی - اهل کام و ناز
* با درخشانی - اشک غماز
* با درخشانی - بانگ نای و نی
* با درخشانی - دام بلا - ۲۵ مرداد ۶۸
* با درخشانی - غم عشق
* با درخشانی - کوی عشق - ۲۵ مرداد ۶۸
* با درخشانی - کوی خرابات
* با درخشانی - مهجوری عشاق
* با درخشانی - مأمن وفا - ۹ دی ۶۸
* با درخشانی - می صاف - ۲۶ مرداد ۶۸
* با درخشانی - روز وصل
* با درخشانی - سرگشته
* با درخشانی - شکر و شکایت - ۳۱ مرداد ۶۸
* با درخشانی و عندلیبی - کوی میکده
* با درخشانی و عندلیبی - نسیم صبح -  ۱۸ فروردین ۶۷
* با درخشانی و عندلیبی - نسیم صبح -  ۲ فروردین ۶۷
* با درخشانی و محبی - شراب عشق
- دوبیتی خوانی

* با  فخر - ای پیک پی خجسته
* با  جهانبگلو - اسرار خانقه - ۱۶ مهر ۶۲
* با  جهانبگلو - شهید عشق - ۱۱ مهر ۶۲
- با عبادی - اشک لرزان
- با عبادی و خرم و معینی - گلستان چشم - ۱۲ بهمن

* با عبادی، خوانساری و کسایی - درگذشت همسر عبادی
* با عبادی، ناهید، معروفی، شریف، خرم و افتتاح - خسرو خوبان
* با عبادی، عماد رام، ناهید، شریف، یاحقی، معروفی و ملک
- با افتخاری - گل رخسار
- با فردین لاهورپور و صابر نظرگاهی – ساقی و می – ۱۳۸۶
- با منوچهر غیور و محبی – قلندران حقیقت – ۱۳۶۱

* با قیطانچیان - هم‌آوایی
* با قیطانچیان – به یاد صبا – ۱۳۵۸
- با قیطانچیان، پورناظری و فرنام – داغ نا پیدای دل – ۱۳۵۸
- با هابیل علی‌اف و تجویدی - ره عشق

* با حمید طاهرزاده - آفتاب خوبان - ۱۵ فروردین ۶۷
* با حمید طاهرزاده، عندلیبی و اعیان – دلبرانه – ۶ آبان ۶۷
* با حمید طاهرزاده و همایون شجریان – رفیق عشق
* با جباری‌فرد – راز سر به مهر – اواخر دهه ۷۰
* با جهانشاه برومند، احتشامی، صنعتی و همایون - رموز مستی
- با کسایی - آبگینه
- با کسایی و همایون شجریان، آتش زمانه، سال ۱۳۷۲ در شهر اصفهان

* با کسایی خانه موسوی - آیینه مهر آیین - تولد شجریان ۱ مهر ۵۸
- با کسایی - بهار عمر

* با کسایی - غوغای دل
* با کسایی، موسوی و بهشتی – فراق نامه – منزل شاطر رمضان
- با کسایی - مهربانی جانان

* با کسایی - سالگرد ادیب خوانساری - ۶ فروردین ۶۴
- با کسایی - سنگ زیرین
- با کسایی - شمع بالین

* با کسایی - طریق کام بخشی
* با کسایی و مشکاتیان - اسیران قفس - مهرماه
* با کسایی و شهناز و فرهنگفر - خرمن عمر - ۲۳ اردیبهشت ۶۳
- خاکسپاری بنان – ۸ اسفند ۱۳۶۴
- خاکسپاری نورعلی برومند

* با لطفی و فرهنگ‌فر – اسیر کمند
* با لطفی - داغ دل
* با لطفی - دیر مغان
* با لطفی – اشارات نظر
* با لطفی – گلبانگ خون
* با لطفی - گنبد افلاک
* با لطفی جام عدل
* با لطفی - زخم نهان
- با لطفی و بهاری – لطیفهٔ نهانی
- با لطفی و کسایی در حضور تاج و شهناز – به پای خویشتن

* با لطفی و شهریار و سایه – شهریار سخن
* با لطفی و اعیان و عندلیبی - حریم یار
* با بدیعی، صارمی، ملک و مهستی – آتش شوق
- با مارتا مانی زاده - اشتیاق
- با مشکاتیان - بخت جوان

* با مشکاتیان - خیال تو
* با مشکاتیان - ندای میخانه - ۱۱ آذر ۶۱
* با مشکاتیان - رنج خمار - ۴ فروردین ۶۳
- با مشکاتیان - سرو روان

* با مشکاتیان - سایهٔ بید - ۸و۹ آذر ۶۳
- با مشکاتیان و مشرف‌زاده - سایهٔ شرف - ۱۲ آذر ۶۳
- با مشکاتیان - شوریدگان

* با مشکاتیان - یار دلنواز - ۲۴ اردیبهشت ۶۱
* با مشکاتیان و جمشید محبی - آب حیات ۴ مهر ۶۳ تولد فرزانه
- با مشکاتیان و مرتضی شریف – کردی نکردی – ۵۸ آباده
- با مشکاتیان و موسوی - اهل کرم

* با مشکاتیان و موسوی - درخت دوستی
* با مشکاتیان و موسوی - آیینه‌ی اوهام
* با مشکاتیان و موسوی - ارباب حاجت - تولد همایون و مژگان - ۳۱ اردیبهشت ۶۱
* با مشکاتیان و موسوی - میخانه و می
* با مشکاتیان و موسوی -  نفسی با تو (دولت وصل)
* با مشکاتیان و موسوی - امید مراد - ۱۲ فروردین ۶۰
* با مشکاتیان و موسوی - سرو آزاد
* با مشکاتیان و موسوی و  رسته - خراب غم - ۱۸ شهریور ۶۰
* با مشکاتیان و موسوی و فرهنگفر - مزرع سبز - تولد شجریان - ۱ مهر ۵۹
* با مشکاتیان و موسوی و فخر و فرهودی - شور عاشقی - ۴ آذر ۶۱
* با مشکاتیان و ناظری - شب سیاه
- با موسوی - ایام غم

* با موسوی - آذرستون - ۱۹ شهریور ۵۹
- با موسوی - برگ تنهایی

* با موسوی - درد عشق
- با موسوی - دل عاشق

* با موسوی - دیده مشتاق - ۳ اسفند ۵۹
- با موسوی - گلشن قدس - ۲۱ اردیبهشت ۵۹

* با موسوی - مذهب رندان
* با موسوی - جام جم
- با موسوی - محرم دل - ۶۱

* با موسوی – نقش ضمیر
- با موسوی - اجرای پیوستهٔ آوازهای آلبوم نوا مرکب خوانی
- با موسوی - رند عافیت سوز
- با موسوی - یار پریچهره - به یاد استاد بنان

* با موسوی - زندان فراق
- با موسوی و بدیعی - سرخوشان مست
- با موسوی و بدیعی - شیرین‌دهنان
- با موسوی و بهمن بوستان - گوهر هستی - ۲۸ اردیبهشت ۵۸

* با موسوی و دادبه - برق غیرت - ۱۶ آذر ۵۸
* با موسوی و دادبه - سوگ - ۱۳۶۱
* با موسوی و عبادی - نرگس مست - ۲۸ مرداد ۶۰
* با موسوی و عبادی و دادبه - غرور گل - ۷ دی ۶۱
* با موسوی و لطفی - صبوحی زدگان
- با موسوی و لطفی – طریق عزت
- با موسوی و فرهنگ شریف - کنج قناعت

* با موسوی و فرهنگ شریف - مرغ همایون
* با موسوی و یاحقی - سیب زنخدان
- با موسوی و ذوالفنون - آتش درون

* با موسوی و ذوالفنون - دُرد نوش - ۱۳ تیر ۵۸
* با موسوی و ذوالفنون - مخالفت - ۳۰ دی ۵۷
* با موسوی، کسایی، شاهزیدی و رضا کسایی - مسند خورشید - ۱ آذر ۵۸
* با موسوی، شهناز، پازوکی و ساغری - خوشه‌چین - ۱۲ دی ۶۱
* با موسوی، یاحقی، شریف و عبادی - بزم خراباتیان
* با موسوی، یاحقی و اکبری - ساغر می
* با موسوی، یاحقی و شریف - عالم پریشان
* با حسین عمومی - خرقهٔ آلوده - ۱۹ شهریور ۶۵
- با حسین عمومی و قوی حلم - جامه‌دران - ۱۸ شهریور ۶۵
- با عثمان محمدپرست

* با عثمان محمدپرست – مراسم انارخوارن
* با رامین ذوالفنون - خندهٔ می
* با رامین ذوالفنون، جمشید عندلیبی و همایون شجریان – سودای عشق
* با بهزاد رواقی – ماه نو – زنجان ۱۳۷۹
* با سعید روحانی - حاجت رندان
- صنما – ۲۲ آذر ۱۳۶۳
- با سنتورنوازی شجریان

* با ارزنگ سیفی‌زاده – زمزمه‌ی شبانه – ۳۱ اردیبهشت ۸۵
* با شهناز و محبی - نسیم سحر - ۶۲
- با شهناز، کسایی و تاج - طایر قدس - ۲۰ بهمن ۵۵

* با شهریار صالح و مرتضی اعیان - غم هجران
* با شاپور نیاکان - همنشین دل - ۲۰ بهمن ۶۱
* با شاپور نیاکان - نگار شهر
* با فرهنگ شریف و جهانگیر ملک - مرید خرابات - ۱۲ اسفند ۶۲
* با تجویدی - مراسم فرهنگفر
* با یاحقی - فراق
* با یاحقی و جولایی - شمع مزار - ۲۶ تیر ۵۸
* با یاحقی و پایور - شب هجران
* با ویولن، سنتور و تنبک - شمع فلک
- با ذوالفنون هفتم برومند - دوش بی روی تو

* با ذوالفنون - روز هجران - ۱۱ اسفند ۵۷
* طلوع محمد

## آثار رادیویی
نخستین حضور شجریان در رادیو ملی ایران، در آذر ۱۳۴۶ در برنامه برگ سبز اتفاق افتاد. شجریان در بیشتر اجراهای رادیویی خود به خاطرِ عدم رضایت پدرش از نام‌های مستعار «سیاوش، سیاوش بیدکانی و سیاوش شجریان» استفاده کرده‌است. حتی در یکی از اجراهای رادیویی خود، گوینده رادیو وی را «اردشیر بیدکانی» معرفی کرد.
| برنامه‌های رادیو | برنامه‌های رادیو |
| --------------- | --- |
| نام برنامه      | شماره برنامه |
| برگ سبز         | ۲۱۶، ۲۴۲، ۲۴۵، ۲۴۶، ۲۴۷، ۲۴۸، ۲۴۹، ۲۵۰، ۲۵۱، ۲۵۵، ۲۵۸، ۲۶۱، ۲۷۱، ۲۷۹، ۲۸۳، ۲۸۷، ۲۸۸، ۲۹۲، ۳۰۶ |
| گل‌های رنگارنگ   | ۴۷۲، ۵۱۹، ۵۴۱ ب، ۵۴۴ ب، ۵۶۲ ب، ۵۶۷، ۵۷۲ ب، ۵۷۴ ب، ۵۷۵، ۵۷۸، ۵۸۰ |
| گل‌های تازه      | ۱۳، ۲۳، ۲۵، ۳۱، ۳۷، ۴۲، ۴۸، ۵۳، ۵۴، ۵۸، ۶۰، ۶۵، ۶۶، ۷۱، ۷۲، ۷۵، ۷۷، ۸۵، ۸۷، ۹۲، ۹۷، ۱۰۰، ۱۰۲ غیررسمی، ۱۰۲ رسمی، ۱۰۴، ۱۰۶، ۱۰۷، ۱۲۱، ۱۲۳، ۱۲۵، ۱۲۸، ۱۳۳، ۱۳۸، ۱۴۰، ۱۴۲، ۱۴۴، ۱۴۷، ۱۵۱، ۱۵۳، ۱۵۴، ۱۵۶، ۱۵۸، ۱۶۰، ۱۶۲، ۱۶۶، ۱۷۱، ۱۷۶، ۱۷۸، ۱۸۰، ۱۸۲، ۱۸۵، ۱۸۷، ۱۹۰               |
| یک شاخه گل      | ۴۰۲، ۴۰۷، ۴۱۰، ۴۱۲، ۴۱۳، ۴۱۷، ۴۱۸، ۴۲۵، ۴۳۹، ۴۴۶، ۴۴۷، ۴۵۰، ۴۵۷ |
| موسیقی ایرانی   | ، ۲، ۹، ۱۰، ۳۱، ۳۲، ۳۳، ۵۳، ۵۴، ۵۵، ۹۶، ۱۰۴، ۱۰۵، ۱۰۶، ۱۰۷، ۱۰۸، ۱۰۹، ۱۱۰، ۱۱۱، ۱۱۲، ۱۱۳، ۱۱۴، ۱۱۵، ۱۱۶، ۱۱۷ |
| گلچین هفته      | ۲، ۳، ۶، ۷، ۱۰، ۱۴، ۱۷، ۱۸، ۲۱، ۲۲، ۲۳، ۲۴، ۲۶، ۲۹، ۳۰، ۳۲، ۳۴، ۳۷، ۳۸، ۴۰، ۴۱، ۴۲، ۴۳، ۴۴، ۴۷، ۴۸، ۴۹، ۵۰، ۵۲، ۵۳، ۵۴، ۵۵، ۵۷، ۵۸، ۶۰، ۶۱، ۶۶، ۶۷، ۶۸، ۷۰، ۷۱، ۷۲، ۷۳، ۷۶، ۷۷، ۷۸، ۷۹، ۸۰، ۸۱، ۸۲، ۸۳، ۸۴، ۸۵، ۸۶، ۸۸، ۸۹، ۹۳، ۹۴، ۹۶، ۹۸، ۱۰۰، ۱۰۴، ۱۰۵، ۱۰۷، ۱۰۹، ۱۱۱، ۱۱۴ |

## کنسرت‌ها
در ایران:
- جشن هنر شیراز، ۱۳۴۹ (تصویری)
- جشن هنر شیراز، ۱۳۵۰ (تصویری)
- جشن هنر شیراز، ۱۳۵۱ (صوتی)
- جشن هنر شیراز، ۱۳۵۴ (تصویری)
- جشن هنر شیراز، ۱۳۵۶، دو شب (تصویری)
- جشن هنر طوس، تیر ۱۳۵۶، دو شب (تصویری)
- جشن ۳۷ سالگی رادیو، ۱۳۵۵ (تصویری)
- باغ فردوس تهران،  ۱۳۵۶، شب ۱ (صوتی)
- باغ فردوس تهران، ۱۳۵۶، شب ۲ (تصویری)
- تلویزیون ملی ایران - برنامه ساقی نامه در ادب پارسی مشهور به هفت شهر عشق (تصویری)
- تلویزیون ملی ایران - با محمدرضا لطفی (تصویری)
- تالار رودکی تهران، بزرگداشت حافظ، ۱۳۶۷، با محمد موسوی (تصویری)
- تالار رودکی تهران، بزرگداشت حافظ، ۲۸ آبان ۱۳۶۷، با جلال ذوالفنون، بخش اول (صوتی)
- تالار رودکی تهران، بزرگداشت حافظ، ۲۸ آبان ۱۳۶۷، با جلال ذوالفنون، بخش دوم (تصویری)
- تالار رودکی تهران، بزرگداشت حافظ، ۱۳۶۷، با تارنوازی داریوش پیرنیاکان (تصویری)
- تالار رودکی تهران، بزرگداشت حافظ، ۱۳۶۷، با سه‌تارنوازی داریوش پیرنیاکان (تصویری)
- تالار وحدت تهران، ۱۳۷۱ (تصویری)
- تالار وحدت تهران، ۱۳۷۸، بزرگداشت جلیل شهناز و علی تجویدی
- تالار وحدت تهران، ۱۳۷۹، بزرگداشت رضوی سروستانی (تصویری)
- تالار وحدت تهران، ۲۷ آبان ۱۳۷۹، بزرگداشت فرامرز پایور (تصویری)
- تالار وزارت کشور، ۹ آذر ۱۳۸۴، ساز خاموش (تصویری)
- تالار وزارت کشور، ۹ آذر ۱۳۸۴، سرود مهر (تصویری)
- کاخ چهل‌ستون اصفهان، تیر ۱۳۷۸، دو شب (تصویری)

در خارج:
- کنسرت تاجیکستان، ۱۳۶۸، بخش ۱ (تصویری)
- کنسرت تاجیکستان، ۱۳۶۸، بخش ۲ (تصویری)
- کنسرت آمریکا، تابستان ۱۳۷۱ (تصویری)
- کنسرت آمریکا، واشنگتن، استودیو NPR، بهار ۱۳۹۲ (تصویری)
- کنسرت فرانسه، پاریس، تالار تئاتر المپیا، ۲۱ اردیبهشت ۱۳۷۰ (صوتی)
- کنسرت فرانسه، پاریس، ۱۳۷۲ (صوتی)
- کنسرت فرانسه، پاریس، مقر اروپایی یونسکو، ۲۹ شهریور ۱۳۷۸ (تصویری)
- کنسرت فرانسه، پاریس، تالار تئاتر دولاویل (تصویری)
- کنسرت آلمان، گوتنبرگ، ۱۳۷۴ (تصویری)
- کنسرت انگلیس، لندن، سالن رویال فستیوال، ۲۷ تیر ۱۳۹۰، بخش بیات اصفهان (تصویری)
- کنسرت انگلیس، لندن، سالن رویال فستیوال، ۲۷ تیر ۱۳۹۰، بخش سه‌گاه (تصویری)
- کنسرت دانمارک، کپنهاگ، ۱۳۸۱ (تصویری)
- کنسرت سوئیس، لوزان (صوتی)
- کنسرت مراکش (تصویری)

نامشخص
- دل مجنون (تصویری)
- زمستان است و بی تو به سر نمی‌شود (تصویری)